# Alstom Aptis
Der Alstom Aptis ist ein niederfluriger batterieelektrischer Solobus, der vom französischen Fahrzeughersteller Alstom und seinem Tochterunternehmen NTL hergestellt und vermarktet wurde. Durch die Allradlenkung und den großen Radstand ist der Aptis in der Mitte vollständig niederflurig, hat aber trotzdem einen ähnlichen Wendekreis wie andere Solobusse. Der Bus wurde 2017 der Öffentlichkeit vorgestellt und ging 2019 in Serie. Die Produktion wurde 2021 eingestellt. Der Aptis wurde überwiegend in Frankreich gefertigt und dort in mehreren Städten eingesetzt.

## Technik und Ausstattung
Konzeptionell ist der Aptis an eine Straßenbahn angelehnt. Ungewöhnlich für einen Bus ist das Fahrgestell mit seinen stabilen Seitenwänden und den symmetrisch angeordneten Radaufhängungen. Die Batterie und die Steuerelektronik sind auf dem Dach montiert. Die vier lenkbaren Räder sind an den Enden des Fahrzeuges angebracht, was für eine gleichmäßige Achslast sorgt und so Doppelbereifung überflüssig macht. Durch die Allradlenkung bei einer Geschwindigkeit unter 50 km/h soll der Bus in Kurven weniger Platz brauchen. Zum Heranfahren an den Bordstein einer Bushaltestelle kann der Bus auf gleichsinniges Einschlagen der Räder beider Achsen umgestellt werden, so dass kein großer Spalt entsteht. Alle vier Räder können um bis zu 45 Grad eingeschlagen werden. Der 12 m lange Bus hat einen Radstand von 10,4 m und einen Wendekreis von 21 m.
Der Bus wird von luftgekühlten permanenterregten Synchronmotoren angetrieben, die ähnlich bei der Straßenbahn Citadis verwendet werden. Sie haben eine Leistung von 180 kW und treiben die Hinterachse an. Die NMC-Lithium-Ionen-Akkumulatoren werden von der französischen Firma Forsee Power produziert und sollen, je nach Konfiguration, Reichweiten zwischen 150 und 250 km ermöglichen. Die Batterie kann je nach Anforderung über Nacht im Depot oder im Betrieb über Alstoms SRS(Système de recharge statique par le sol, System zum Aufladen im Stand über Bodenkontakte) oder stationäre Stromabnehmer aufgeladen werden.

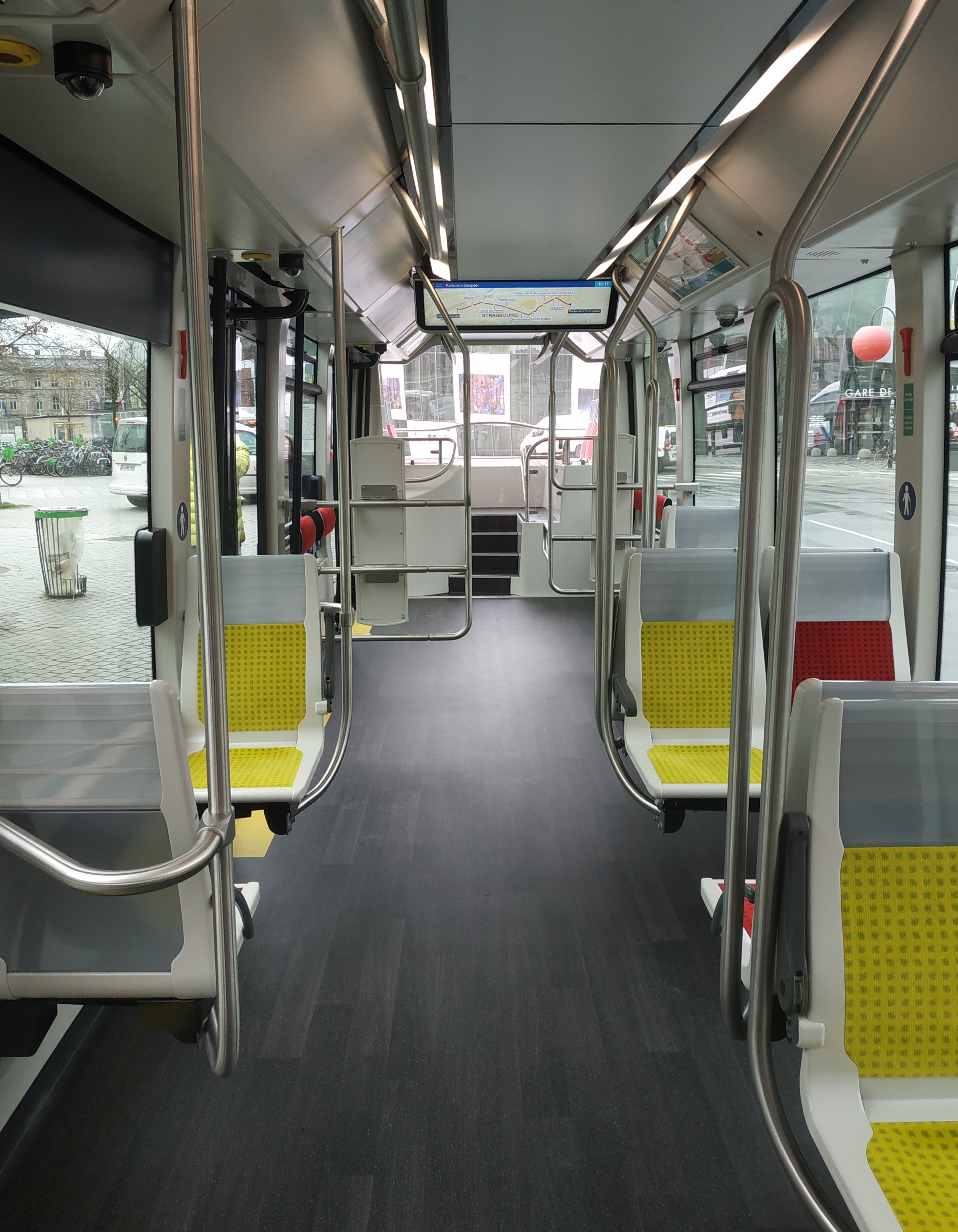
Innenraum eines Aptis der CTS, 2020

Der Fahrgastraum besteht aus einem 10,4 m langen Niederflurbereich und einigen Sitzplätzen im Heck über den Hinterrädern, die nur über Stufen erreichbar sind. Die Fahrperson sitzt etwas erhöht hinter der Vorderachse in einer abgetrennten Kabine. Der Bus kann mit bis zu drei Türen geliefert werden. Nach Herstellerangaben hat er 20 Prozent mehr Fensterfläche als herkömmliche Stadtbusse. Der Aptis bietet in der Variante mit drei Türen Platz für 96 Passagiere. Die von der Compagnie des transports strasbourgeois (CTS) bestellten Aptis haben 18 Sitzplätze, zwei Rollstuhlplätze und können insgesamt 80 Passagiere befördern.

## Prototypen und Produktion

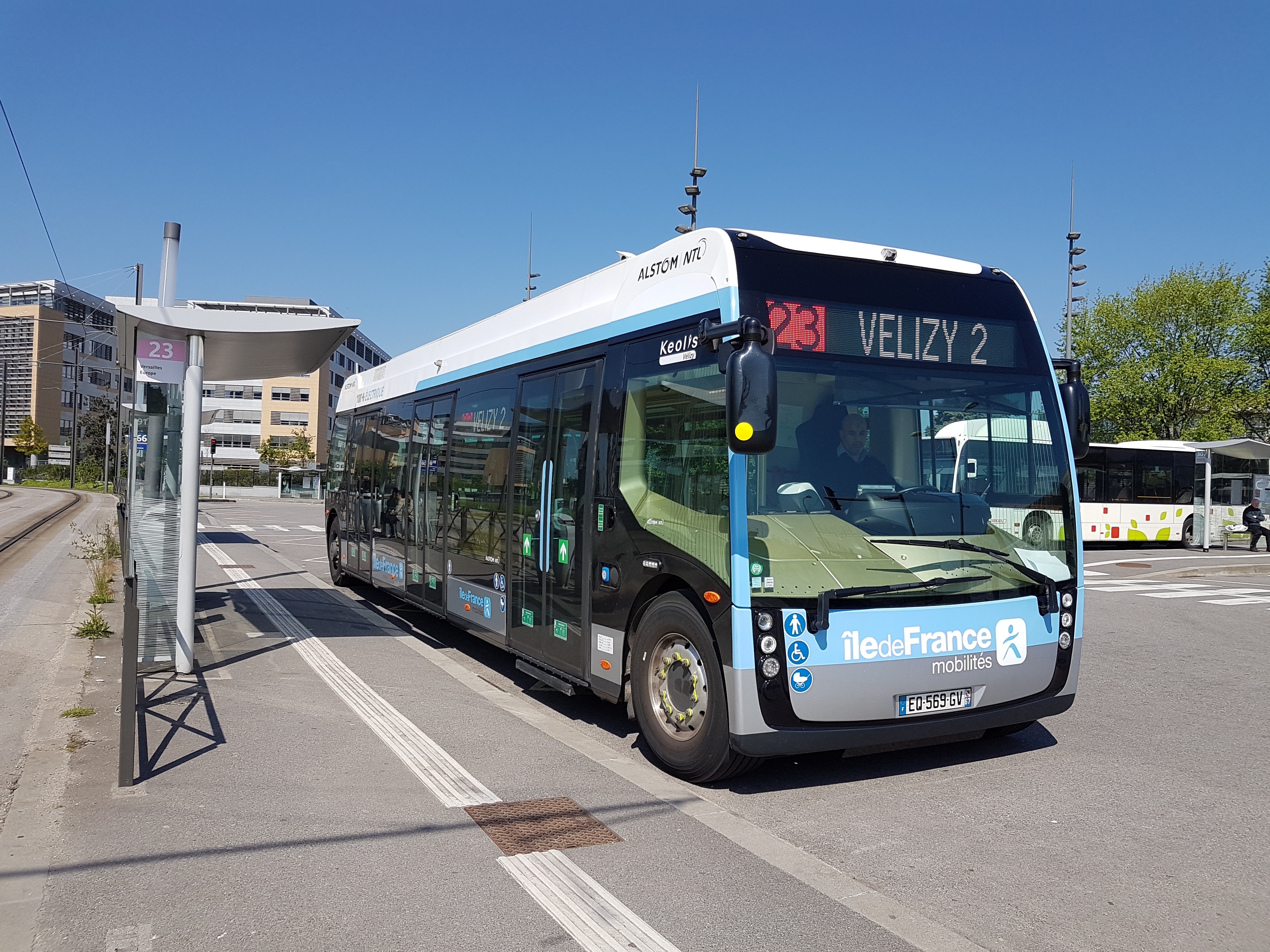
Aptis-Prototyp im Testbetrieb, Haltestelle Velizy 2, 2018

Den ersten Prototyp des Aptis präsentierte Alstom im März 2017, der zweite folgte im Juni. Er sollte vom Syndicat des transports d’Île-de-France und von Keolis zwischen Versailles und Vélizy getestet werden. Beide Prototypen wurden in Duppigheim gebaut, ein dritter wurde auf der Innotrans 2018 vorgestellt, insgesamt wurden vier Prototypen gebaut, die in ganz Frankreich und Europa testweise im Einsatz waren.
Die Serienfertigung lief 2019 an, das erste Serienfahrzeug wurde auf der Busworld 2019 präsentiert. Einzelne Komponenten des Aptis wurden in verschiedenen französischen Alstom-Werken produziert, die Endmontage fand in Reichshoffen statt.
Mangels Aufträgen und aufgrund anhaltender Probleme in der Fertigung wurde die Produktion Ende 2021 eingestellt.

## Einsatz
Die erste Bestellung über zwölf Fahrzeuge ging 2019 von der CTS ein, die Busse sind für die Nachtladung ausgelegt. Die Pariser RATP orderte im gleichen Jahr 50 Aptis, ebenfalls als Nachtlader. Es folgten Aufträge aus La Rochelle (4 Fahrzeuge), Grenoble (7 Fahrzeuge) und Toulon (12 Fahrzeuge). 2020 wurde ein Bus nach Spanien an das Nahverkehrsunternehmen AISA in Aranjuez verkauft.
Der reguläre Linieneinsatz der ersten sechs Aptis begann im Februar 2020 in Straßburg. Dort wurden sie auf der Linie H zwischen dem Bahnhof Strasbourg-Ville und dem Europäischen Parlamentsgebäude eingesetzt.  Anfang 2021 wurden sie aus Sicherheitsgründen aus dem Verkehr gezogen.

## Auszeichnungen und Zertifikate
- Busworld 2017: Innovationspreis[21]
- seit 2019: Origine France Garantie[16]